# Minya Csaba Gál
Minya Csaba Gál (nacido en Cluj-Napoca, el 7 de marzo de 1985) es un jugador de rugby rumano. Juega en la posición de centro.
Gál jugó con el Steaua București desde 2005 a 2013, luego con el Baia Mare a partir de 2013; estuvo dos años en los București Wolves y actualmente (2015) está con el Cluj. También juega internacionalmente con los Bucureşti Oaks en la European Challenge Cup.
Fue seleccionado para el equipo nacional que participó en la Copa Mundial de 2007. El centro rumano jugó tres partidos durante la competición. También participó en la Copa del Mundo de 2011. 
Gál ha llegado a los 84 caps (en 2015) con Rumanía. Marcó su primer ensayo en el decisivo partido de la copa mundial de 2011 contra Uruguay, el 27 de noviembre de 2010 (ganó 39-12). Fue incluido en el equipo de Rumanía para la 2015.